# Trey Radel
Henry Jude Radel III (Cincinnati, Ohio, EE. UU., 20 de abril de 1976), más conocido como Trey Radel, es un periodista estadounidense y un exmiembro republicano de la Cámara de Representantes de los Estados Unidos, que representó al 19.º distrito congresional de Florida, desde enero de 2013 a enero de 2014. Radel ha trabajado como reportero de televisión, locutor de radio y hombre de negocios.

## Carrera mediática
Radel comenzó su carrera como periodista, trabajando como presentador y reportero. Fue becario en CNN en la sede de Atlanta. Después Radel trabajó para las afiliadas de CBS: KHOU en Houston, WBBM en Chicago y WINK-TV en Fort Myers, Florida.
Radel regresaría a la estación en septiembre de 2016 para presentar el programa matutino. Un año después, pasó al presentar en el horario de tarde, la franja horaria que presenta hoy.

### Escritor
En 2017 Blue Rider Press, una editorial de la compañía Random House, lanzó un libro de Radel, Democrazy, a True Story of Weird Politics, Money, Madness, and Finger Food. El libro fue considerado por el HuffPost como «una memoria brutalmente honesta y escandalosa» que expone la forma de hacer política en Whashington. Junto con el exgobernador de Nueva York, George Pataki, Radel fue coautor de Beyond the Great Divide: How a Nation Became a Neighborhood. El libro fue publicado por Post Hill Press y descrito como «una visión privilegiada sin precedentes del 11 de septiembre y el funcionamiento interno del clima político que surgió después de los ataques».

### Actor
Radel se formó como actor y comediante y realizó trabajos de improvisación en Second City en Chicago.
En 2016, Radel comenzó lo que se convertiría en un papel recurrente como presentador de noticias de televisión en la serie de televisión StartUp, de Netflix. También interpretó el papel principal, interpretando a un detective, en la serie Truth Is Stranger Than Florida, de la cadena Investigation Discovery. El papel más reciente de Radel fue en la serie de Disney +, Elegidos para la gloria, producida por Leonardo DiCaprio. Interpretó el papel de un reportero.

## Carrera política
Radel representó a laas elecciones de la Cámara de Representantes de EE. UU. por el distrito 19 del Congreso de Florida desde el 3 de enero de 2013 hasta el 27 de enero de 2014, y fue juramentado en el 113 ° Congreso de los Estados Unidos. El distrito está ubicado en el suroeste de Florida e incluye Fort Myers, Naples y Cabo Coral.
La representante republicana titular, Connie Mack IV, había decidido no postularse para la reelección en su escaño, con el fin de desafiar al senador demócrata Bill Nelson. Radel decidió postularse junto con otros cinco candidatos republicanos.
La controversia se produjo cuando se descubrió que el comité de su campaña había comprado los nombres de dominio de sus oponentes casi un año antes de anunciar que se postularía para el cargo. Cuando se reveló esto, su comité de campaña creó sitios web y los adjuntó a los nombres de dominio de sus oponentes, supuestamente con el propósito de difundir los registros de votación de los oponentes, que se publicaron en los sitios web.
La filosofía política de Radel es conservadora, pero sin embargo ha dicho que apoya los principios de la Ley Dream. Radel recibió el respaldo del titular Connie Mack IV, el exsenador estadounidense Connie Mack III y el exalcalde de la ciudad de Nueva York Rudy Giuliani. Chauncey Goss (quien terminó segundo detrás de Radel en las primarias) fue respaldado por el congresista estadounidense Paul Ryan. Radel ganó las primarias con el 30% de los votos, principalmente gracias a su actuación en su condado natal de Lee.[cita requerida] Su campaña principal incluyó un mensaje "con tintes de Tea Party".
En las elecciones generales, Radel se enfrentó al demócrata Jim Roach de Cape Coral, un ingeniero de investigación de GM retirado y veterano de Vietnam. Radel fue muy favorecido para ganar porque el 19 ha sido considerado como uno de los distritos más republicanos de Florida. Radel ganó las elecciones de 2012 con el 63% de los votos.[cita requerida]

### Detención y renuncia
El 29 de octubre de 2013, Radel fue arrestado en el Distrito de Columbia después de intentar comprar 3,5 gramos de cocaína a un oficial federal encubierto. Menos de un mes después, Radel se declaró culpable de un delito menor de posesión de cocaína y fue sentenciado a un año de libertad condicional supervisada.
Tras su condena por posesión de cocaína, Radel se tomó un permiso de ausencia autoimpuesto para someterse a rehabilitación por adicción, y anunció que donaría su salario a organizaciones benéficas durante su ausencia. El Partido Republicano de Florida y el gobernador Rick Scott pidieron su renuncia. No había votado en el Congreso desde el 15 de noviembre de 2013, a raíz de la condena. A finales de enero de 2014, Radel presentó oficialmente su dimisión en una carta al presidente de la Cámara, John Boehner. El empresario republicano Curt Clawson ganó las elecciones generales especiales celebradas en junio de 2014 para reemplazarlo.
Radel completó todas las condiciones de su libertad condicional en octubre de 2014 y solicitó con éxito al tribunal que borrara sus antecedentes penales.